# Parorgerioides perezii
Parorgerioides perezii är en insektsart som först beskrevs av Bolivar och Chicote 1879.  Parorgerioides perezii ingår i släktet Parorgerioides och familjen Dictyopharidae.
Artens utbredningsområde är Spanien. Inga underarter finns listade i Catalogue of Life.